# Santorio Santorio
Santorio Santorio ou Sanctorius (Capodistria 29 mars 1561 – Venise 22 février 1636) est un médecin et inventeur italien. C'est le premier à introduire des mesures quantitatives systématiques de divers paramètres vitaux en médecine.

## Biographie
Arrivé jeune en Italie, Santorio est éduqué avec les enfants de la famille Morosini, qu'avait servie sa propre famille depuis plus d'un siècle ; parmi eux Andrea Morosini, qui deviendra historien et à qui il dédiera ses commentaires sur Galien.
Il étudie à l'université de Padoue et devient docteur en médecine en 1582. Il exerce principalement à Venise, avec un grand succès auprès des personnalités de la ville. En 1587 sa réputation est telle qu'il est appelé en Pologne ; il y poursuit l'exercice de la médecine et l'expérimentation. On le demande ensuite en Hongrie et en Croatie, ravagées par une épidémie. Il retourne à Venise en 1601. Il y rencontre Galilée, qui devient son ami et une source d'inspiration.

En 1602, probablement à la suite de discussions avec Galilée, il adapte le pendule à l'usage médical ; à la fin de 1602 ou au début de 1603, il publie dans sa Methodi vitandurum errorum omnium (Méthode à suivre pour éviter les erreurs) la description de quelques instruments de mesure mais sans encore y attacher beaucoup d'importance. Dans ce livre, il fait sa profession de foi :
« Il faut croire d'abord à ses sens et à l'expérience, et ensuite au raisonnement et, seulement en troisième lieu, à l'autorité d'Hippocrate, de Galien, d'Aristote et d'autres excellents philosophes. »

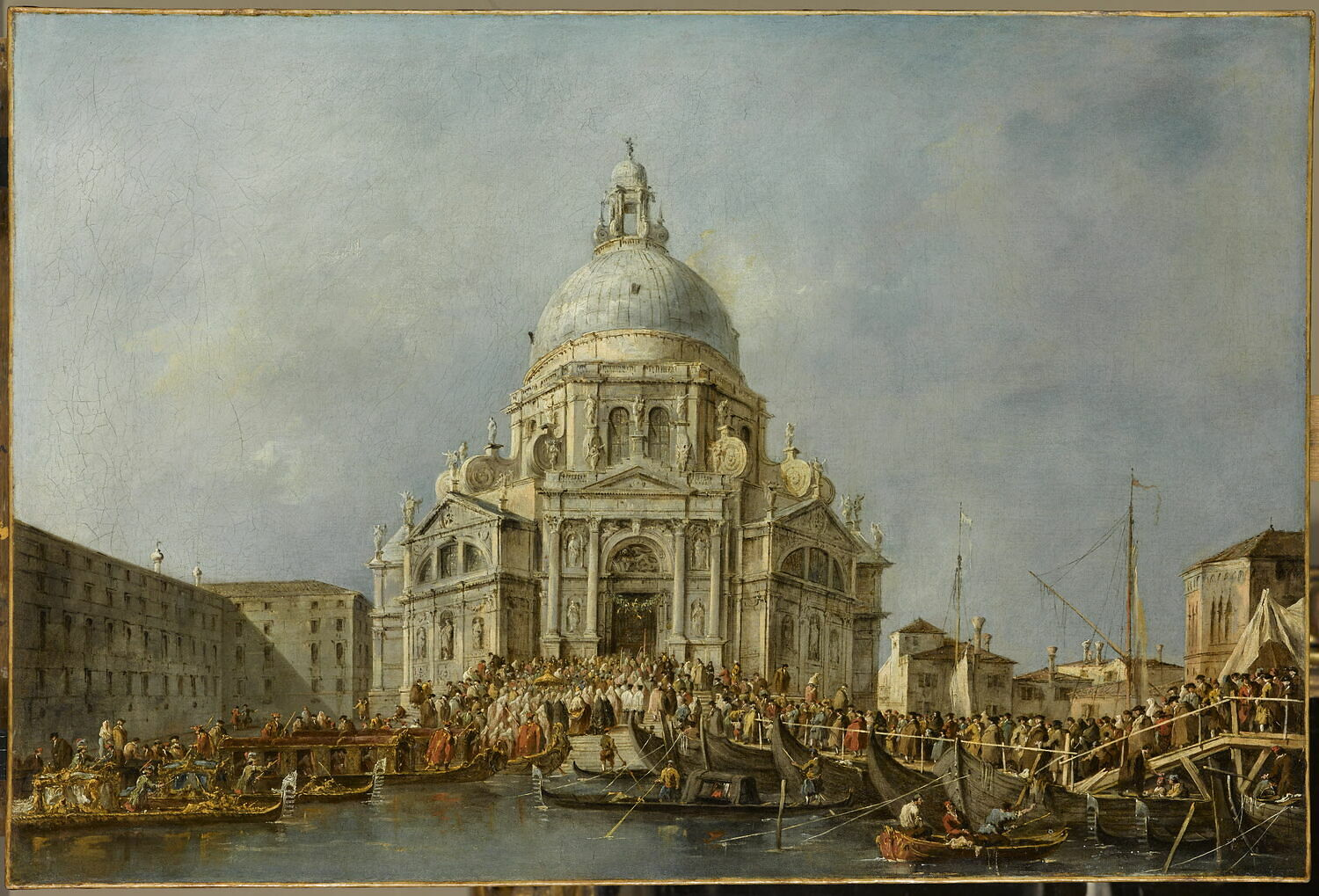
Le Doge de Venise commémorant la fin de la peste de 1630, par Francesco Guardi (1712-1793).

En 1611 il succède à Orazio Augenio comme professeur de médecine à l'université de Padoue ; il y mène des expériences sur la température, la respiration et le poids, tout en partageant son temps avec ses patients de Venise.
Il renonce à sa chaire de Padoue en 1624 pour s'attacher uniquement à sa pratique à Venise ; sa santé ne lui permettant plus d'alterner entre Padoue et Venise. Quand il donne sa démission, l'université de Padoue lui conserve son traitement comme une marque d'estime publique. Retourné à Venise, il y combat une grave épidémie en 1630 (Épidémie de peste en Italie de 1629-1631).
Original, expérimentateur tenace, inventeur prolifique, Santorio a échappé à l'opprobre qui marqua la fin de la vie de Galilée, à qui il ressemblait et qui était son ami. Il est mort en 1636, entouré de respect et d'honneurs, faisant un legs de cinquante ducats par année au collège médical de Venise. En reconnaissance de ce bienfait, le Collège chargea  tous les ans un de ses membres de prononcer un discours de louanges.

## Œuvres
Santorio a été l'un des premiers à pressentir le concept appelé maintenant « métabolisme ». Il a utilisé ou inventé des instruments pour mesurer la température du corps et le pouls, introduisant la quantification. Il a découvert que les poumons émettaient de l'eau. Il a inventé — et utilisé pendant trente ans — une balance où il était lui-même le sujet de l'expérience.

### Mesure de la perspiration
En 1614, dans son livre De statica medicina, plusieurs fois traduit et réédité, il démontre chez l'homme l'existence d'une « transpiration insensible » ou perspiration, c'est-à-dire une perte d'eau sans sueur apparente, par évaporation directe à travers la peau et à travers les alvéoles pulmonaires (vapeur d'eau dans l'air expiré). Il détecte cette perte par des mesures indirectes. Santorio était convaincu que la santé et la longévité étaient liées au maintien d'un poids constant.

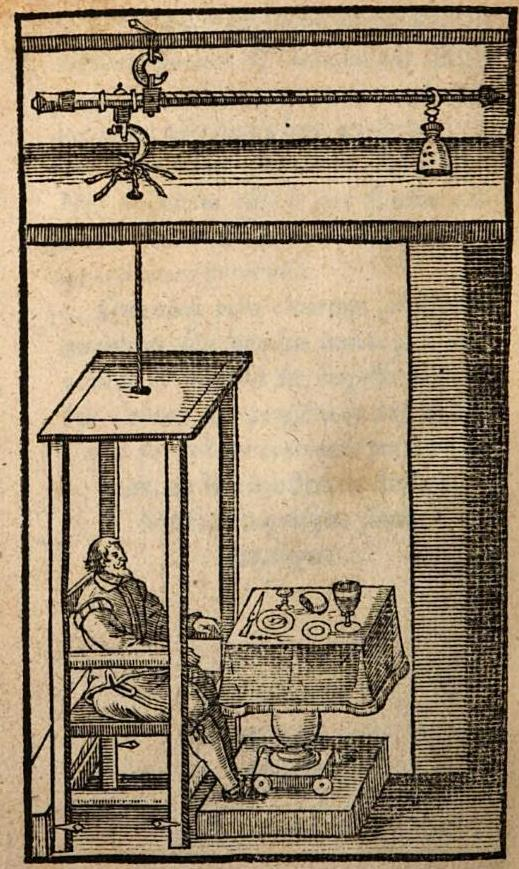
La balance de Santorio, illustration du XVIIe siècle

Pendant trente ans, pesant préalablement sa nourriture et sa boisson, il se sert d'une balance de son invention :
« La balance est suspendue au plafond de la chambre à manger dans un endroit caché. Ainsi elle n'est aperçue ni des personnes de distinction que choquerait l'irrégularité de la salle, ni des ignorants qui trouvent ridicules toutes les choses insolites. Le siège éloigné du parquet de la largeur d'un doigt, demeure fixe pour résister aux secousses.

Nous tirons de l'emploi du siège deux avantages : le premier c'est de calculer la transpiration insensible du corps. Ne pas tenir compte exactement de cette transpiration, c'est rendre le médecin inutile, car c'est d'un excès ou d'un défaut de transpiration que dérivent presque toutes les maladies. Le second avantage, c'est, qu'assis sur ce siège, nous remarquons sans peine, en mangeant, l'instant précis où nous avons pris la juste quantité d'aliments et de boisson au-delà ou en deçà de laquelle nous sommes incommodés. Lors donc qu'en ingérant des aliments, nous avons atteint le poids voulu et la mesure préalablement prescrite, l'extrémité de la balance s'élève un peu, tandis qu'au même instant le siège s'abaisse légèrement. C'est cet abaissement qui indique immédiatement à la personne assise qu'elle a absorbé la quantité convenable d'aliments. »
— Santorio Santorio, La médecine statique
Les auteurs antiques avaient pressenti l'existence de cette perspiration, mais ils ignoraient totalement son ordre de grandeur, ses rapports avec les excrétions visibles, et ses éventuels facteurs de variation. Selon Santorio, un homme normal expulse en une nuit environ 16 onces d'urines, 4 onces de fèces, et 40 onces de substances invisibles. Selon Grmek « Bien que la quantité absolue de la transpiration insensible soit en réalité moins élevée, il faut reconnaître que ces chiffres ont été établis après une série de longues et soigneuses observations. »
Constatant que la transpiration insensible varie selon la chaleur, l'humidité et le vent, Santorio met au point et utilise le thermomètre, l'hygromètre et l'anémomètre.

### Inventions

#### Thermoscope et pulsiloge
En 1612, sous l'inspiration de Galilée, il met au point un thermoscope, ancêtre du thermomètre. Un thermoscope est un appareil destiné à mettre en évidence la différence entre le chaud et le froid (systèmes connus depuis l'antiquité), s'il permet en sus d'évaluer des quantités mesurables, c'est un thermomètre. Santorio a l'idée de transformer le thermoscope de Héron d'Alexandrie du Ier siècle ap. J.C pour en faire un instrument de mesure.

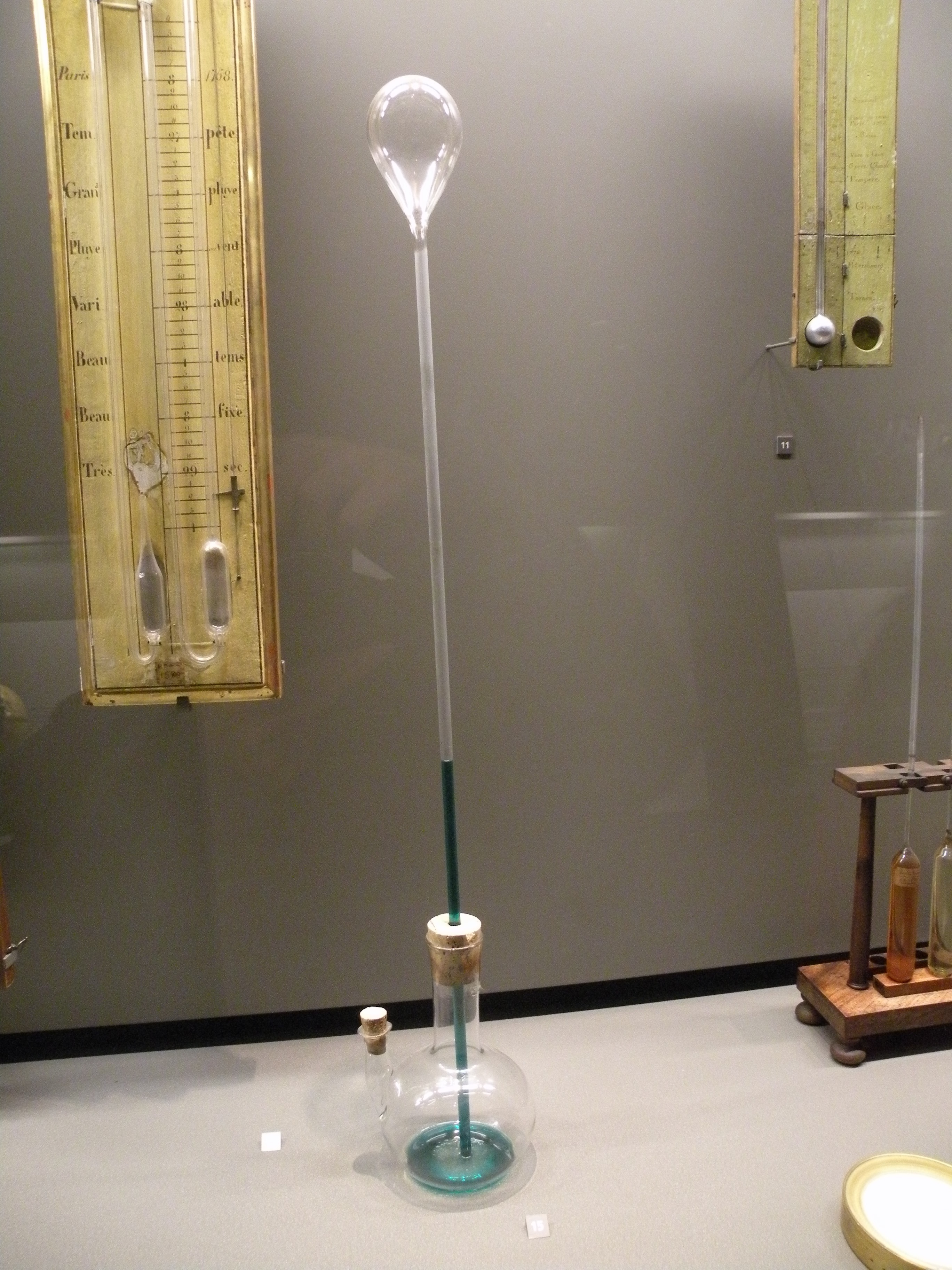
Reconstitution du thermoscope de Santorio, dit de Galilée.

Il s'agit d'un thermomètre à air. Il est constitué d'une petite boule de verre, emprisonnant une quantité d'air constante, et qui surmonte un tube ouvert, long et étroit, qui plonge dans un vase plein d'eau. Le malade serre la boule dans sa main ou dans sa bouche. Sous l'effet de la température, la variation de volume de l'air déplace l'eau en colonne dans le tube. Santorio utilise deux points fixes de repères : la température de la neige et celle de la flamme de bougie, entre lesquels il établit une graduation uniforme décimale.
Ce n'est pas encore exactement un thermomètre, car la valeur réelle des données obtenues est douteuse : le système est ouvert, sensible aux variations de pression atmosphérique qu'on ne soupçonnait pas encore à l'époque (il faut attendre Torriceli en 1644). Son thermoscope était donc un thermomètre fonctionnant comme un baromètre.
Malgré ce, cet appareil permet à Santorio de démontrer que le corps humain est à température constante et qu'il ne se refroidit pas durant la nuit, comme on le croyait. Il est aussi le premier à mesurer des degrés de fièvre et à suivre leur évolution au cours de maladies. Il comprend qu'il faut mesurer toujours au même endroit du corps, en déterminant une durée de temps minimum nécessaire. Il utilise donc un pendule qu'il appelle pulsilogium ou pulsiloge, réglé de façon telle que cette durée de temps soit de 10 coups. Le pulsiloge permet aussi d'observer la fréquence et les variations du pouls.

#### Autres
Santorio est l'inventeur du premier vrai hygromètre. Avant lui, on estimait l'humidité de l'air sur les variations de poids de substances hygroscopiques (absorbant l'humidité de l'air). Santorio utilise une corde de luth ou un fil de chanvre, tendu de façon souple entre deux clous, et muni en son milieu d'une bille de plomb se déplaçant le long d'une échelle graduée.
Il met au point un anémomètre à plaque verticale pour mesurer la force des vents.
On lui doit aussi l'invention d'un instrument chirurgical : le trocart qui, à l'époque de Santorio, facilite la ponction de l'abdomen ou du thorax (dans le cas d'épanchement liquidien), ou la réalisation d'une trachéotomie.
On lui attribue également l'invention du premier lit à eau, de lits-balançoires et de bains suspendus, mais qui seraient inspirés d'Asclépiade de Bythinie.
Il a aussi publié des commentaires de Galien, d'Avicenne et d'Hippocrate.

## Ouvrages
- Methodi vitandorum errorum omnium, qui in arte medica contingunt libri XV, quorum principia sunt ab auctoritate medicorum, & philosophorum principum desumpta, eaque omnia experimentis, & rationibus analyticis comprobata sur Google Livres, Venise, apud Petrum Aubertum, 1630 (1re  éd. : 1603).
- Ars de statica medicina sur Google Livres, Leyde, David Lopes de Haro, 1642 (1re  éd. : 1612).
  - Oratio in archilyceo patavino anno 1612 habita ; de medicina statica aphorismi, Venise, 1614[19]
  - De statica medicina et de responsione ad staticomasticem ars aphorismorum sectionibus octo comprehensa sur Gallica, Lyon, Antoine Cellier, 1690
  - La médecine statique : ou L'art de se conserver la santé par la transpiration sur Google Livres, trad. Le Breton, Paris, Claude Jombert, 1722
- Commentaria in artem medicinalem Galeni sur Google Livres, Lyon, Jean Caffin et François Plaignard, 1632  (1re  éd. : 1614).Commentaire en trois livres sur Galien
- Commentaria in primam fen primi libri canonis Auicennae sur Gallica, Venise, apud Iacobum Sarcinam, 1625. — « Fen » veut dire « partie[20] ».Commentaire du Kitab Al Qanûn fi Al-Tibb d'Avicenne
- Commentaria in primam sectionem aphorismorum Hippocratis &c., Venise, M. A. Brogiolli, 1629
- Consultatio de lithotomia, seu calculi vesicae sectione edita cum libro Joannis Beverovicii de calculo, Mangetus, 1630 et Leyde, Elzevir, 1632[21]
- Opera omnia, Venise, F. Brogiolli, 1660. (Œuvres complètes, 4 t. )

- (it) Pietro Stankovic, « Opere stampate » sur Google Livres, dans StankovicLes dates diffèrent parfois de celles qu'on trouve dans les livres eux-mêmes. La liste est suivie d'une liste de cinq inédits.